# Šindliar
Šindliar é um município da Eslováquia, situado no distrito de Prešov, na região de Prešov. Tem 11,32 km² de área e sua população em 2018 foi estimada em 547 habitantes.

## Demografia
| Ano:        | 1994 | 2004   | 2014   | 2024   |
| ----------- | ---- | ------ | ------ | ------ |
| Broj ljudi: | 518  | 553    | 548    | 571    |
| Razlika:    |      | +6,75% | -0,90% | +4,19% |

| Ano:               | 2023 | 2024   |
| ------------------ | ---- | ------ |
| Número de pessoas: | 564  | 571    |
| Diferença:         |      | +1,24% |